# نیکسون (شرکت)

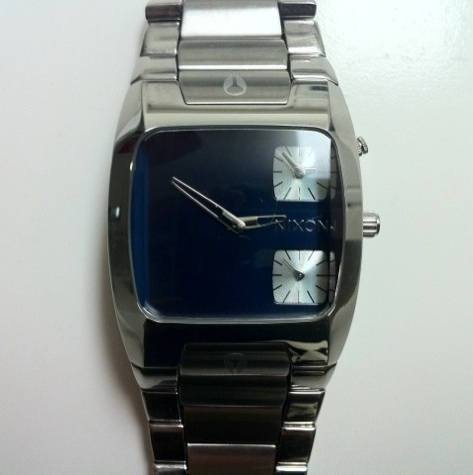
یک ساعت مچی محصولی از شرکت نیکسون

نیکسون (انگلیسی: Nixon) شرکت ساعت‌سازی آمریکایی است، که در سال ۱۹۹۷ توسط اندی لاتس تأسیس شد.